# Превити, Чезаре
Чезаре Превити (итал. Cesare Previti; 21 октября 1934, Реджо-ди-Калабрия, Калабрия) — итальянский юрист, специалист по гражданскому праву, и политик, министр обороны Италии (1994—1995). Осуждён по коррупционным обвинениям в 2006 году.

## Биография

### Ранние годы
Родился 21 октября 1934 года в Реджо-ди-Калабрия. Прошёл военную службу в авиации, в 1956 году получил высшее юридическое образование в Риме.
По утверждению самого Превити, в 1942 году его потрепал по щёчке лично Муссолини. В восьмилетнем возрасте юный Чезаре состоял в фашистской детской организации «Балилла», в юности вступил в Итальянское социальное движение, хотя впоследствии заявил себя сторонником либеральных взглядов.

### Карьера
В 1970-е годы Превити получил известность как адвокат Аннамарии Казати, дочери маркиза Казати-Стампа, убившего в 1970 году жену и её любовницу и совершившим затем самоубийство. В 1974 году Превити осуществлял юридическое сопровождение продажи своей клиенткой фамильной виллы Сан-Мартино в Аркоре Сильвио Берлускони, тогда ещё только крупному предпринимателю.
Со временем Чезаре Превити стал доверенным лицом Берлускони в Риме, вице-президентом корпорации Фининвест и всех компаний, входящих в состав группы.
С 1990 по 1992 год состоял президентом спортивного клуба Polisportiva S.S. Lazio.
Вместе с Антонио Таяни, Джулиано Урбани, Антонио Мартино и Марчелло Делль’Утри Превити 29 июня 1993 года участвовал в собрании юристов и других лиц, связанных с интересами компании Сильвио Берлускони Фининвест, результатом которого стало создание группы «Вперёд, Италия! Ассоциация за хорошее правительство» (Forza Italia! Associazione per il buon governo), которая послужила фундаментом для партии Вперёд, Италия.
С 1994 по 1996 год состоял во фракции «Вперёд, Италия» Сената Италии 12-го созыва.
С 10 мая 1994 по 17 января 1995 года являлся министром обороны Италии в первом правительстве Берлускони.
С 1996 по 2007 год состоял во фракции партии «Вперёд, Италия» Палаты депутатов Италии с 13-го по 15-й созыв.

### Юридическое преследование
31 июля 2007 года Превити досрочно сдал депутатский мандат под угрозой голосования палаты о лишении его полномочий из-за обвинений в причастности к скандалу IMI-SIR.
По этому делу Превити был осуждён на шесть лет тюремного заключения по обвинению в подкупе судей в размере 67 млрд итальянских лир, но в мае 2006 года провёл в тюрьме Rebibbia только несколько дней, после чего был освобождён на основании закона, запрещающего тюремное заключение для лиц старше 70 лет. По делу Lodo Mondadori был осуждён на полтора года заключения. В 2006 году кассационный суд отменил приговор Превити на пять лет тюремного заключения по делу Processo SME о взятке в размере 434 тыс. долларов США, которую Превити уплатил в 1991 году римскому судье Ренато Скуилланте (Renato Squillante) в интересах Фининвеста, но только на основании территориальной неподсудности.